# António Patrício Gouveia
António Patrício Pinto Basto Gouveia GOIH (Lisboa, 26 de agosto de 1948 — Loures, Camarate, 4 de dezembro de 1980) foi um economista, jornalista e político português, fundador do Partido Popular Democrático / Partido Social Democrata, e ainda chefe de gabinete do Primeiro-ministro de Portugal, Francisco Sá Carneiro, durante cerca de onze meses, no ano de 1980.

## Percurso académico, político e profissional
Licenciado no curso de Economia e Finanças, no Instituto Superior de Ciências Económicas e Financeiras da Universidade Técnica de Lisboa em 1971.
Integrou a comissão para a Cooperação Económica Externa, de 1971 a 1974, integrando o Ministério dos Negócios Estrangeiros. Fez parte da Comissão que, liderada pelo Embaixador Teixeira Guerra, negociou um acordo comercial com a Comunidade Económica Europeia (CEE) em 1972. Neste acordo Portugal conseguiu obter um estatuto positivo para as suas exportações para os países da CEE, a par de ter assegurado a continuação das condições favoráveis das suas exportações para a Grã-Bretanha e Irlanda do Norte e a Dinamarca, que haviam deixado a Associação Europeia de Livre Comércio (AELC), representando o primeiro passo importante para a adesão plena de Portugal à CEE em 1985.
Entrou para a SEDES - Associação para o Desenvolvimento Económico e Social em 1971, sendo um dos seus primeiros associados.
Participou em duas Assembleias-Gerais da Organização das Nações Unidas, em Nova Iorque, pela representação portuguesa, em 1973 e 1974.
Foi um dos fundadores do semanário Expresso, em 1973, onde colaborou como responsável da área de Economia e escreveu frequentemente, antes e depois do 25 de Abril de 1974.
Participou na fundação do PPD/PSD em Maio de 1974, juntamente com Magalhães Mota e Francisco Sá Carneiro.
Trabalhou com os presidentes do Partido, Francisco Sá Carneiro, entre 1974 e 1975, com Emídio Guerreiro, em 1975 e, novamente, com Francisco Sá Carneiro, entre 1975 e 1980.
Obteve, ainda, o curso de Estudos Internacionais na School of Advanced and International Studies, da Johns Hopkins University, em Washington DC, no ano lectivo de 1976-1977.
A partir de 1979, com o Governo da Aliança Democrática, António Patrício Gouveia foi chefe de gabinete do Primeiro-Ministro Francisco Sá Carneiro, no VI Governo Constitucional, de Janeiro a Dezembro de 1980.
A 4 de dezembro de 1980, num desastre de avião, morrem o Primeiro-Ministro Francisco de Sá Carneiro e o Ministro da Defesa Nacional Adelino Amaro da Costa. Snu Abecassis, António Patrício Gouveia, o piloto Jorge Albuquerque e o copiloto Alfredo de Sousa perdem também a vida.
A 24 de abril de 1981, o Presidente António Ramalho Eanes recusou a proposta do Primeiro-Ministro Francisco Pinto Balsemão para condecorar Francisco Sá Carneiro, Adelino Amaro da Costa e António Patrício Gouveia com a Ordem da Liberdade. Em consequência, a Aliança Democrática não compareceu às cerimónias em que outras personalidades foram condecoradas.
A 28 de novembro de 2018, o Presidente Marcelo Rebelo de Sousa condecorou, a título póstumo, António Patrício Gouveia com o grau de Grande-Oficial da Ordem do Infante D. Henrique, numa cerimónia de homenagem no ano do 70º aniversário do seu nascimento que contou também com as intervenções da Presidente do ISEG, Clara Raposo, Fernando Ulrich, João Bosco Mota Amaral, João Salgueiro e da filha do homenageado, Madalena Gouveia Reis.

## Vida pessoal

### Família
Filho de Afonso Patrício Gouveia (Guarda, Sé, 18 de julho de 1915), Comendador da Ordem do Infante D. Henrique a 31 de maio de 1973, e de sua mulher Maria Madalena d'Orey Ferreira Pinto Basto (Lisboa, 19 de agosto de 1925), bisneta de um Alemão e descendente de Ingleses, trineta do 1.º Visconde de Atouguia e sobrinha-bisneta do 1.º Visconde de São Torquato, era irmão de Teresa Patrício Gouveia e Alexandre Patrício Gouveia, primo em segundo grau de Francisco Pinto Balsemão e primo em terceiro grau de António Capucho.

### Casamento e descendência
Casou em Lisboa, Lumiar, na Capela Particular da Casa do Lumiar, a 20 de julho de 1974 com Maria Margarida Araújo de Lacerda (Lisboa, 18 de dezembro de 1949), da qual teve dois filhos e uma filha: 
- Tiago Patrício Lacerda Pinto Basto Gouveia (Lisboa, São Sebastião da Pedreira, 16 de outubro de 1975), casado em Serpa, Salvador, a 22 de maio de 2004 com Isabel da Costa Gavião Menéres Cudell (São Paulo, São Paulo, 25 de novembro de 1975)
- Salvador Patrício Lacerda Pinto Basto Gouveia (Washington, D.C., 17 de maio de 1977), casado em Santarém a 25 de setembro de 2010 com Maria de Castro Henriques Bela Morais (Lisboa, Alvalade, 24 de março de 1984), arquiteta de interiores
- Maria Madalena Lacerda Pinto Basto Gouveia (Lisboa, São Sebastião da Pedreira, 25 de novembro de 1978), casada com Gonçalo Trigo de Morais de Albuquerque Reis (Cascais, Cascais, 17 de janeiro de 1969)